# Karlen Mkrttschjan
Karlen Mkrttschjan (armenisch Կառլեն Մկրտչյան, englisch Karlen Mkrtchyan, ukrainisch Карлен Вардкесович Мкртчян Karlen Wardkessowytsch Mkrttschjan; * 25. November 1988 in Jerewan, Armenische SSR, Sowjetunion) ist ein ehemaliger armenischer Fußballspieler.

## Verein
Karlen Mkrttschjan begann seine Karriere in der Jugend des FC Pjunik Jerewan. Bei dem Hauptstadtklub, der nach dem mythischen Vogel Phönix benannt ist, kam der defensive Mittelfeldspieler im Alter von 18 Jahren zu seinem Debüt in der Armenischen Meisterschaft. Mit Pjunik Jerewan gewann Mkrttschjan mehrmals die Meisterschaft sowie den Pokal, im Jahr 2009 sogar das Triple mit zusätzlichem Gewinn des Supercups. Im März 2011 wechselte Mkrttschjan ablösefrei zu Metalurh Donezk in die Ukraine, wo er für drei Spielzeiten unterschrieb. Im Team von Metalurh stehen zwei weitere Spieler aus Armenien in der Saison 2011/12 unter Vertrag; darunter der eingebürgerte Brasilianer Marcos Pizzelli sowie Geworg Ghasarjan, die gemeinsam nach Donezk wechselten.
Am 30. August 2013 wechselte Mkrttschjan zum russischen Erstligisten Anschi Machatschkala. Im Jahr 2015 spielte er bei Tobol Qostanai in der kasachischen Premjer-Liga. Daraufhin ging er für zwei Spielzeiten erneut zu Anschi Machatschkala und seit 2017 spielte er wieder für FC Pjunik Jerewan. Dort beendete er dann auch drei Jahre später seine aktive Karriere.

## Nationalmannschaft
Karlen Mkrttschjan spielt seit 2008 für die Armenische Fußballnationalmannschaft, nachdem er bereits in der U-21 seines Landes zu Einsätzen kam.

## Erfolge
- Armenischer Supercupsieger: 2007, 2009
- Armenischer Meister: 2007, 2008, 2009, 2010, 2015
- Armenischer Pokalsieger: 2009, 2010, 2015